# Rochester Institute of Technology
Rochester Institute of Technology (Instytut Techniczny w Rochester, Rochesterski Instytut Techniczny) – amerykańska niepubliczna uczelnia techniczna założona w 1829 roku w mieście Rochester w stanie Nowy Jork, specjalizująca się w inżynierii i technikach komputerowych. Budżet na rok akademicki 2006 wynosił 430 mln dolarów. Na terenie kampusu (5 km²) w 237 budynkach zakwaterowanych jest ponad 15 tys. studentów. W okolicy Rochester określany jest jako brick city (miasto cegieł), bo jest prawie cały zbudowany z czerwonej cegły.
Politechnika ma osiem wydziałów:
- College of Applied Science and Technology
- College of Business
- College of Computing and Information Sciences
- College of Engineering
- College of Imaging Arts and Sciences
- College of Liberal Arts
- National Technical Institute of the Deaf
- College of Science.

Instytucja ta ma też oddziały w Europie:
- Dubrownik (Chorwacja): American College of Management and Technology
- Praga (Czechy): American Business School in Prague
- Kosowo: American University of Kosovo.

## Sport
Uczelnia należy do NCAA Division III, a ściślej do Liberty League. Jej drużyny występują tam jako RIT Tigers.